# Luise Greger

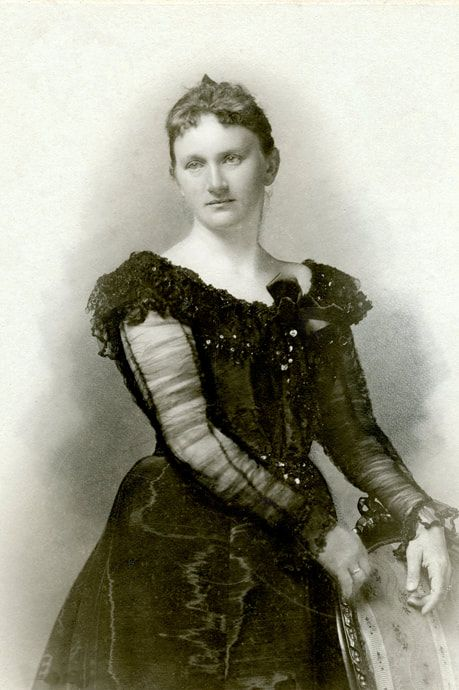
Luise Greger

Luise Henriette Caroline Greger, geborene Sumpf (* 27. Dezember 1861 in Greifswald; † 26. Januar 1944 in Kloster Merxhausen) war eine deutsche Komponistin und Sängerin.

## Leben

### Kindheit in Greifswald
Luise Greger wurde am 27. Dezember 1861 als jüngstes von fünf Kindern des Greifswalder Viehhändlers Johann August Friedrich Sumpf in Greifswald, Schuhhagen 12, geboren und am 1. März 1862 in St. Nikolai zu Greifswald getauft. Ab ihrem fünften Lebensjahr erhielt sie Klavierunterricht und sie begann bereits mit elf Jahren, selbstständig zu komponieren. Der Greifswalder Musikdozent Carl Ludwig Bemmann (1807–1893), ein Freund Carl Loewes (1796–1896), erteilte ihr Klavier- und Kompositionsunterricht und ließ sie bald öffentlich konzertieren. Er förderte Luise Gregers Talent, so dass früh ein Lieder-Album mit 18 Vertonungen aus Kompositionen der 13- bis 16-jährigen Luise Greger entstand, welches noch zu ihren Lebzeiten in vier Auflagen erschien.
Noch bevor sie ihre kompositorischen Techniken verfeinern konnte, begleitete Luise Greger ihre kranke Mutter für ein Jahr auf eine Reise nach Italien und in die Schweiz. Damit begann eine Zeit der großen Reisen, welche sie in alle Länder Europas und des näheren Orients führten. Dies spielte im Leben der Komponistin eine besondere Rolle, da sie auf diese Weise ihre Kunst überall mit interessanten Menschen zusammenbrachte. „So musizierte sie bei ihrem Aufenthalte in Pallanza am Lago Maggiore drei Wochen lang jeden Abend im Salon des gleichzeitig dort zur Erholung weilenden 70-jährigen Alfred Krupp und trat unter anderem auch zu Julie von Bothwell, der Tochter Carl Loewes, in freundschaftliche Beziehung.“

### Berliner Jahre
In den 1880er Jahren besuchte sie die Königliche Musikhochschule in Berlin (eine Vorgängerinstitution der Universität der Künste), die sie aus gesundheitlichen Gründen aber nach einem Jahr verlassen musste. Die Bedingungen für Studentinnen waren damals ohnehin schlecht. Ihre Mitstudentin, die Berliner Malerin Sabine Lepsius berichtet: 

„Der Lehrplan der Musikhochschule umfasste außer Geigenstunden Kontrapunkt, Musikgeschichte, obligatorischen Klavierunterricht und Orchesterstunden. Der Theorieunterricht ging mit einer solchen Langsamkeit und Pedanterie vor sich, dass ich, wie einstmals an den Perserkriegen, jetzt am drei- und vierstimmigen Satz hängen blieb und, wenn es so weitergegangen wäre, erst zu meinem 50-jährigen Dienstjubiläum zur Fuge hätte gelangen können. Ich fühlte mich betrogen. Ich wollte ja komponieren und nicht Virtuosin werden. Meine Enttäuschung war unbeschreiblich, als ich erfuhr, dass es zwar eine Kompositionsklasse gab, weibliche Schüler jedoch keine Aufnahme fanden. Eine Welt brach in mir zusammen, und eine tiefe Opposition gegen die von Männern aufgestellte Ordnung stieg in mir auf. Allmählich reifte der Entschluss in mir, die Hochschule zu verlassen und mir den Kompositionsunterricht, so gut ich es konnte, selbst zu geben.“

Trotz dieser beschriebenen Zustände wurde aus Luise Greger eine professionelle Tonsetzerin mit einem sehr persönlichen Stil.
In einem in Familienbesitz erhalten gebliebenen Fragebogen der Reichsmusikkammer – „Arbeitsausschuß III (Stimmbildungsfragen)“ ist nüchtern vermerkt: „Berufstitel Komponistin No 02199“. Laut Biografie auf der offiziellen Webseite hat Luise Greger diesen Berufstitel durch Richard Strauss (1864–1949) erhalten.
Nach der Heirat mit dem Arzt Ludwig Greger (1860–1919) im Jahr 1888 kam Luise Greger nach Berlin und „pflegte dort eifrigst Gesang und Klavierspiel bei hervorragenden Meistern“ Gesangsunterricht hatte sie, nach eigener Angabe, von Hedwig Wolff erhalten, der Tochter des Bildhauers Albert Wolff, – der mütterlicherseits entfernt mit ihr verwandt war – [wohl privat] erhalten. Sie hatte drei Söhne, Helmuth (* 1889), Klaus (* 1892) und Reinhold (* 1898).

### Komponistin in Kassel
1894 siedelte die Familie nach Kassel-Wilhelmshöhe über, wo Luise Greger zusammen mit ihrem Mann in der Burgfeldstr. 17 eine Kuranstalt gründete. Als wirtschaftliche Leiterin dieses Betriebes konnte sich Luise Greger dem Komponieren und Konzertieren nur in den frühen Morgen- und späten Abendstunden widmen. Es dauerte einige Jahre, bis sie sich künstlerisch etablieren konnte. Dies zeigt ein Brief im Jahr 1902 an ihre Schwester: „Anfang April werde ich in zwei Konzerten mitwirken singend und spielend, bekomme auch dafür mein Honorar, und ist erst die Bahn gebrochen, wird das wohl öfters stattfinden“. Nach ihrer Scheidung im Jahr 1911 veranstaltete sie, unterstützt von ihrem ältesten Sohn Helmuth, in ihrer Kasseler Wohnung (heute: Wilhelmshöher Allee 259) Salons, in denen sie auch als Interpretin ihrer zahlreichen Liedkompositionen auftrat. Selbst nachdem sie im Sommer 1939 in das sogenannte „Siechenhaus Hofgeismar“ umgezogen war, konzertierte sie noch gelegentlich an ihrem Flügel. Wegen einer „allmählich zunehmenden senilen Seelenstörung“, so ist in ihrer Krankenakte zu lesen, wurde sie Anfang Dezember 1943 mit einem Sammeltransport in die psychiatrische Anstalt Merxhausen verlegt. Nur drei Wochen später, am 25. Januar 1944, verstarb die Komponistin dort im Alter von 82 Jahren durch „stille Euthanasie“ des Nationalsozialismus.

## Werk
Luise Greger komponierte über 100 Lieder, welche sie größtenteils im Eigenverlag und teilweise in mehreren Auflagen veröffentlichte. Ihre produktivste Schaffensperiode
erstreckte sich von den späten 1890er Jahren bis Anfang der 1930er Jahre. Sie vertonte Gedichte unter anderem von Johann Wolfgang von Goethe, Theodor Storm, Julius Wolff und Rudolf Baumbach. Ihrer pommerschen Heimat blieb sie ein Leben lang verbunden, wie zahlreiche Lieder mit plattdeutschen Texten bezeugen. Mit der großen Zahl an Liedkompositionen steht sie in der Tradition der Gattung Lied. Am nächsten ist Luise Greger wohl Johannes Brahms – sowohl was die Harmonik anbetrifft, als auch die Wahl der Textinhalte. Das Spektrum ihrer Lieder reicht vom hymnischen oder sehnsuchtsvollen Überschwang bis zur volksliedhaften Geste. Der Bühnenmusik näherte sie sich erst spät; der Klavierauszug ihres Märchenspiels Gänseliesel trägt die Opuszahl 170. Deren erfolgreiche Uraufführung am 10. Dezember 1933 im Stadttheater Baden-Baden dürfte ein besonderer Höhepunkt in ihrem Leben gewesen sein.
Von der Gänseliesel war lange Zeit nur der Klavierauszug bekannt. Aus diesem Grund instrumentierte die Kasseler Musikerin Barbara Gabler eine längere Episode des Märchenspiels neu. Klaus Schützmannsky bearbeitete das Libretto und ersann eine durch einfache Mittel gelungene Inszenierung der in Vergessenheit geratenen Gänseliesel. So konnte das Märchenspiel in einer Neuinszenierung am 4. November 2012 in Kassel auf die Bühne gebracht werden. Aufgrund des Erfolges war eine erweiterte Fassung am 7. September 2013 im Augustinum Kassel zu sehen und zu hören. Im November 2017 wurde die verschollen geglaubte Orchesterfassung auf einem Dachboden der Universitätsbibliothek Kassel wiedergefunden.
Die Wiederentdeckung der Komponistin wurde darüber hinaus durch den Fund einer Truhe voller Noten durch die Urenkel bereichert. Der Furore-Verlag (Kassel) verlegte einiger ihrer Werke in einer Erstveröffentlichung.

### Neueditionen
Alle im Furore Verlag
- Gänseliesel. Märchenspiel auf einen Text von Emilie Riedel – 1. Episode: Gänseliesel auf der Elfenwiese. Eingerichtet von Barbara Gabler, Libretto-Bearbeitung: Klaus Schützmannsky
- Auf den Schwingen der Nacht für Bariton und Klavier
- Der Frühling lockt! Lieder für Singstimme und Klavier
- Lieder Album für Singstimme und Klavier
- Malönchen für Sopran und Klavier
- Weihnachtslieder für Singstimme und Klavier
- Weihnachtslied (Rösing) op. 13 bearbeitet für Männer- oder Frauenchor von Fr. Kattiofsky
- Zehn plattdeutsche Lieder nach Gedichten von Hans Groß für Singstimme und Klavier

## Würdigung
Luise Greger erwarb sich in Deutschland und im europäischen Ausland als Kammersängerin und Liedkomponistin große Anerkennung. Der „Elsaß-Lothringische Bund“ ernannte sie 1930 zum Ehrenmitglied. Bei den Feierlichkeiten zum 10-jährigen Jubiläum des Bundes kam ihre für vierstimmigen Chor komponierte „Hymne an den Elsaß“ in der Kasseler Stadthalle zur Aufführung. 1931 hielt sie sich anlässlich der Gedenkfeier für die 1921 verstorbene Kaiserin Auguste Viktoria mehrere Tage im holländischen Doorn auf und übergab der (zweiten) Gemahlin des Kaisers einige ihrer Kompositionen. In einem Zeitungsartikel der Kasseler Post zu ihrem 70. Geburtstag am 27. Dezember 1932 wurde sie als „Deutschlands bedeutendste lyrische Tondichterin der Gegenwart“ gewürdigt. Weiter heißt es: „Ihre Lieder gehören zum Repertoire berühmter Sänger und Sängerinnen. In Dresden und Leipzig, im Münchener Odeon, im Gürzenich-Saal zu Köln und in vielen anderen Städten sind ihre Weisen schon erklungen, besonders häufig natürlich in Kasseler Konzerten, wo unter anderen Lulu Rötter, in früheren Jahren vor allem die Komponistin selbst, die zugleich auch Sängerin und Pianistin ist, viel Beifall damit errangen. […]“

### Ehrungen
Luise Greger stand 1993 und 2012 im Mittelpunkt des Kasseler Frauenempfangs. Im Rahmen des Kultursommers Nordhessen wurde am 8. Juli 2012 bei einem Liederabend im Synodalsaal der Evangelischen Akademie Hofgeismar an den 150. Geburtstag der Komponistin erinnert. Eine bereits 1993 beschlossene Gedenktafel wurde 2013 an Luise Gregers letztem Wohnort verwirklicht und am 20. Juli desselben Jahres der Kasseler Fußweg zwischen Niederwaldstraße und Baunsbergstraße in „Luise-Greger-Weg“ umbenannt. Am darauffolgenden 1. September 2013 wurde an ihrem ehemaligen Wohnhaus in der Wilhelmshöher Allee 259 in Kassel, in Anwesenheit der hessischen Ministerin für Wissenschaft und Kunst, Eva Kühne-Hörmann, eine weitere Gedenktafel angebracht.
Am 7. Juli 2021 wurde eine Skulptur der New Yorker Künstlerin Linda Cunningham in Kassel am Platz der 11 Frauen eingeweiht, die auch Luise Greger ehrt.